# كلود تشامود
كلود تشامود (بالفرنسية: Claude Champaud )‏ (و. 1929 – 2019 م) هو محامي، وسياسي، وأستاذ جامعي فرنسي، توفي في رين، عن عمر يناهز 90 عاماً.

## مناصب
تولى منصب نائب رئيس، مؤتمر رؤساء الجامعات ‏
- رئيس، جامعة رين 1 [الإنجليزية]‏ (1971–1975).[3]

## التعليم
تعلم في جامعة رين، وتحصل منها على شهادة الدكتوراه الوطنية (حتى 1961)، وLycée Georges Clemenceau (Nantes) ‏.

## جوائز
حصل على جوائز منها:
- نيشان جوقة الشرف من رتبة ضابط[5]
- وسام السعفات الأكاديمية من رتبة قائد[5]
- نيشان الاستحقاق الوطني من رتبة ضابط.